# بيل تشادويك
بيل تشادويك (بالإنجليزية: Bill Chadwick)‏ هو طبيب أمريكي، ولد في 10 أكتوبر 1915 في مانهاتن في الولايات المتحدة، وتوفي في 24 أكتوبر 2009 في كوتشوغوي في الولايات المتحدة.